# Lega dei Comunisti di Macedonia
La Lega dei Comunisti di Macedonia (in mаcedone: Сојузот на Комунистите на Македонија, Sojuzot na Komunistite na Makedonija - СКМ, SKM; in serbo-croato: Savez Komunista Makedonije - SKM) è stato un partito politico macedone, l'organizzazione interna alla Lega dei Comunisti di Jugoslavia addetta alla Repubblica Socialista di Macedonia.
Il partito nacque all'interno del PC jugoslavo durante la Guerra di Resistenza, il 19 marzo 1943 come Partito Comunista di Macedonia.
Nel 1990 in vista delle prime elezioni cambiò nome in Lega-Comunisti Democratici e nel 1991 si "riformò" nell'Alleanza Socialdemocratica della Macedonia subendo la scissione di un piccolo gruppo che mantenne lo stesso nome.

## Capi del Partito
- Segretari del Comitato provinciale del PCJ
  - Metodije Šatorov (settembre 1940 - ottobre 1941)
  - Lazar Koliševski (ottobre 1941 - marzo 1943)
- Segretari del Comitato centrale del SKM
  - Lazar Koliševski (marzo 1943-luglio 1963)
  - Krste Crvenkovski (luglio 1963-marzo 1969)
  - Angel Čemerski (marzo 1969-maggio 1982)
- Presidenti della Presidenza del Comitato centrale del SKM
  - Krste Markovski (maggio 1982-5 maggio 1984)
  - Milan Pančevski (5 maggio 1984-giugno 1986)
  - Jakov Lazarovski (giugno 1986-1989)
  - Petar Gošev (1989-aprile 1991)